# HARPS-N
HARPS-Nord, ou HARPS-North en anglais, abrégé en HARPS-N, acronyme de High Accuracy Radial velocity Planet Searcher for the Northern hemisphere soit en français « Chercheur de planètes grâce aux vitesses radiales à haute précision pour l'hémisphère nord », est un spectrographe à haute résolution pour mesurer des vitesses radiales précises. Il est installé sur le Telescopio Nazionale Galileo, télescope italien de 3,58 mètres situé à l'observatoire du Roque de los Muchachos sur l'île de La Palma dans les Canaries.

## But
L'objectif scientifique principal de HARPS-N est la caractérisation et la découverte de planètes telluriques en complétant les observations de transits effectuées par la mission Kepler avec des mesures Doppler.
Ce but requiert une précision de meilleure que 1 m/s sur la mesure des vitesses radiale, que seul HARPS est en mesure à cette époque d'atteindre. Cependant, HARPS étant installé dans l'hémisphère sud sur le télescope de 3,6 mètres de l'ESO, il ne peut servir pour observer les sources Kepler situées dans la région de la constellation du Cygne, dans l'hémisphère nord. Le spectrographe SOPHIE installé en France, à l'Observatoire de Haute-Provence, n'est quant à lui pas assez sensible car installé sur un télescope de trop petit diamètre. La construction d'un analogue de HARPS apparaît donc opportune.
Les spectrographes HARPS-N et HARPS se complètent, l'un observant l'hémisphère céleste nord, et l'autre le sud.

## Description
HARPS-N est une version améliorée de HARPS. Les améliorations apportées sur cette nouvelle version sont en particulier un meilleur brouilleur de fibre qui utilise des fibres à section octogonale, ainsi qu'un système tip-tilt de stabilisation d'image et un système de traitement automatique plus avancé

## Collaborateurs
Le projet HARPS-N est une collaboration entre l'Observatoire astronomique de l'Université de Genève (équipe dirigeante), le Center for Astrophysics de Cambridge (Massachusetts), les universités de St. Andrews et d'Edimbourg, la Queen's University de Belfast, l'UK Astronomy Technology Centre (en) et l'Istituto nazionale di astrofisica (INAF) en Italie.

## Première lumière
La première lumière du ciel obtenue par HARPS-N date du 28 mars 2012 et les opérations officielles ont débuté le 1er août 2012.